# Zalew Arkadia
Zalew Arkadia – sztuczny zbiornik wodny znajdujący się w Suwałkach nad rzeką Czarna Hańcza od strony południowo-zachodniej, między starym miastem a osiedlem Zahańcze. Obok znajduje się Ośrodek Sportu i Rekreacji z halą sportową i zapleczem hotelowym oraz basenem. Plaża miejska nad zalewem w okresie letnim posiada opiekę ratowniczą.
- Maksymalna głębokość: około 5,5 m
- Średnia głębokość: około 2,5
- Długość (wzdłuż osi): około 700 m
- Maksymalna szerokość: około 400 m
- na środku tego akwenu znajduje się wysepka.

## Lokalizacja w sieci hydrograficznej
Zalew „Arkadia” zasilany jest przez rzekę Czarna Hańcza. Przy północno-zachodniej granicy miasta poziom jej wody znajduje się na wysokości 172,5 metra n.p.m., zaś przy południowo- wschodniej granicy około 145 metrów. Oznacza to, że na trzynastokilometrowym odcinku suwalskim rzeka traci na wysokości 27,5 metra, osiągają spadek 2,1 promila.

## Cel i czas budowy, sposób wykonania zbiornika
Zalew został utworzony jeszcze na początku XVIII w., kiedy tuż poniżej mostu, po lewej stronie rzeki zbudowano młyn wodny na potrzeby suwalskich mieszczan. Powstały zbiornik, wraz z terenami go okalającymi, z czasem zaczęto nazywać Arkadią. W miesiącach letnich na zalewie było kąpielisko, a na wyspie pośrodku stawu, usypanej z materiały pozostałego z pogłębiania zalewu, urządzano występy artystyczne i pokazy sztucznych ogni. Na przeciwległych do stawu terenach organizowano pomysłowe zabawy.
W 1911 r. na lewym brzegu rzeki, gdzie obecnie są gospodarstwa ogrodnicze, zbudowany został drewniany, piętrowy budynek teatru „Arkadia”. Miał on salę widowiskową o 352 miejscach i lokalne elektryczne oświetlenie. Grywały w nim przyjezdne teatry i miejscowe zespoły amatorskie. Budynek teatru spłonął po I wojnie światowej.
Po rozebraniu młyna staw stracił swe znaczenie jako rezerwuar wody. Z latami coraz bardziej zarastał trzciną i wodną roślinnością. W czasie II wojny światowej został zasypany.
Na początku lat siedemdziesiątych powstała koncepcja jego ponownego zagospodarowania. Przy pomocy wojska, zakładów pracy i aktywnym zaangażowaniu społeczeństwa miasta został przygotowany, odnowiony, pogłębiony i oddany do użytku piękny 11-hektarowy zalew.
Uroczyste otwarcie miało miejsce 22 lipca 1976 roku. Kompleks składający się z wypożyczalni sprzętu pływającego, przystani, plaż i wydzielonych, strzeżonych pływalni. Staw został też zarybiony przez co zaczął przyciągać rzesze amatorów wędkowania.

## Sposób zasilania
Zbiornik zasilany jest przez rzekę Czarna Hańczę. W Suwałkach ma od pięciu do dziesięciu metrów szerokości i od pół do jednego metra głębokości. Zbiornik połączony jest w sposób sztuczny z rzeką poprzez podziemny kanał doprowadzający, który znajduje się w pobliżu jazu na rzece Czarnej Hańczy, regulującego w niej poziom wody. Wskutek tego przepływ wody w zbiorniku odbywa się według schematu: jaz piętrzący na rzece, rurociąg doprowadzający oraz rurociąg spustowy do rzeki.
Woda zalewu Arkadia spełniają wszystkie wymogi Stacji Sanitarno-Epidemiologicznej obowiązujące dla kąpielisk publicznych.
| badana cecha    | stosowana metoda | wynik                     |
| --------------- | --- | ------------------------- |
| przezroczystość | Kawałek metalu zamocowanego na nici zanurzono pionowo w dół, aż do momentu gdy przedmiot przestanie by widoczny. | ≈ 1m 30 cm                |
| barwa           | Organoleptycznie (wzrok) | zielonkawa                |
| zapach          | Próbki wody ze strefy przybrzeżnej, powierzchniowej, 200cm3 pobranej próbki wlano do kolby stożkowej i ogrzano do temperatury 200C Przykryto kolbę szkiełkiem zegarkowym i wąchano zapach przy wylocie kolby. Skala 1-5 Rozróżnia się trzy rodzaje zapachu wody: - R - roślinny: siana, ziemi, torfu, mchu, kwiatów, traw - G - gnilny: pleśni, siarkowodoru, fekaliów, stęchlizny - S - specyficzny: chloru, fenolu, nafty, acetonu, smoły \|\| 2R Słaby zapach roślinny: siana, ziemi, torfu, mchu, kwiatów, traw |                           |
| odczyn          | pasek lakmusowy | Kolor .o.tawy pH ≈8,3-8,5 |
| Twardość        | pasek testowy | ≈250 mgCaCO3/dm³          |

### Osady, fauna i flora występujące w otoczeniu zbiornika i na jego dnie
Rośliny wodne w strefie przybrzeżnej zalewu Arkadia tworzą na pewnych odcinkach wąski pas szuwaru, w którym spotykamy takie gatunki jak: oczeret jeziorny, manna mialec, trzcina pospolita i jeżogłówka gałęzista. Niewielkie fragmenty pasa brzegowego, rozrzucone między licznymi plażami, porastają: ponikło błotne, turzyca dzióbkowata, turzyca błotna, manna jadalna, mozga trzcinowata, rdestnica przeszyta i wywłócznik kłosowy.
Stosunkowo ubogi w ryby zbiornik Arkadia zawiera typowe dla takich akwenów gatunki, jak płoć, ukleja, krąp, leszcz i okoń. na Czarnej Hańczy i zbiorniku Arkadia obserwujemy takie gatunki, jak kaczka krzyżówka, mewa śmieszka, łyska i łabędź niemy.
W otoczeniu zbiornika i na jego dnie możemy zauważyć osady organiczne typu: liście, szczątki roślin i drobnych organizmów żywych. Jak również iły, muły, piaski i żwiry. Wyjątek stanowi teren przy kąpielisku, w obrębie którego jedynymi osadami jest sztucznie nasypany piasek

### Znaczenie zalewu dla regionu
Zbiornik spełnia głównie funkcję rekreacyjną zarówno dla mieszkańców miasta i turystów. Liczne imprezy okolicznościowe i cykliczne przyciągają rzesze zainteresowanych. Około piętnastohektarowy obszar wód i plaż służy rozrywce i czynnemu wypoczynkowi. Na jednym z jego brzegów znalazło się strzeżone kąpielisko miejskie, a obok niego znajduje się obiekt przeznaczony do obsługi plaży wraz z sanitariatami ogólnodostępnymi, barem, wypożyczalnią sprzętu wodnego, szatniami i przebieralnią. Nieopodal plaży znajdują się boiska do plażowej piłki siatkowej i profesjonalny skatepark. Wokół zalewu Arkadia znajdują się liczne ścieżki rowerowe, piesze i wiele ławek do siedzenia tuż nad brzegiem wody. Na przeciwległym brzegu znajdują się asfaltowe korty tenisowe ogrodzone siatką, oraz budynek Ośrodka Żeglarskiego i budynek Ośrodka Sportu i Rekreacji w którym znajdują się siedziby i biura Wodnego Ochotniczego Pogotowia Ratunkowego w Suwałkach i klubu modelarskiego. Na terenie zalewu Arkadia mają miejsce różnego rodzaju imprezy rekreacyjno - sportowe.
Ze względu na położenie kawiarni, korzystają z niej nie tylko ludzie przebywający nad kąpieliskiem ale i ludzie z miasta. W przyszłości mają powstać tu restauracje, hotel i inne obiekty służące celom sportowo - rekreacyjnym. Jest to jedno z najlepiej zorganizowanych kąpielisk w obrębie Suwałk.
W sezonie letnim nad bezpieczeństwem osób kąpiących się, czuwają ratownicy WOPR, zatrudnieni przez Ośrodek Sportu i Rekreacji w Suwałkach. Zespół ten, z urządzeniami towarzyszącymi winien zabezpieczać potrzeby 1500 osób, przy założeniu, że jedna trzecia osób przebywa w wodzie a pozostałe dwie trzecie korzysta z plaży. Baseny kąpielowe składają się z trzech wydzielonych części, powinny pomieścić 500 osób. Kąpielisko składa się ze strefy dla umiejących pływać, o głębokości od 1,20 metra do około 2,5 metra, gdzie granice wyznacza pomost, strefy dla nie umiejących pływać, o głębokości od brzegu do 1,20 metra kończącym się bojkami w kolorze żółtym i z brodzika dla dzieci, dodatkowo trwale odgrodzonego o głębokości od brzegu do 40 centymetrów. Ściany basenów kąpielowych wygrodzone w sposób stały od otaczającego zbiornika, pomosty pływające z barierkami o szerokości trzech metrów. Dno jest równe bez zagłębień z równomiernym spadkiem. Kąpielisko wyposażone jest w łódź motorową oraz kompletny sprzęt ratunkowy.